# Cunegunda de Luxemburgo
Cunegunda de Luxemburgo (em alemão:  Kunigunde, 975 – Kaufungen, 3 de março de 1033), foi a esposa do imperador Santo Henrique II e santa católica. Ela é a padroeira do Luxemburgo, e a sua festa litúrgica é no dia 3 de março.

## Biografia
Os seus pais eram Sigifredo do Luxemburgo e Edviges de Nordegávia. Ela era uma descendente de sétima geração de Carlos Magno. O seu casamento com Henrique II teria sido espiritual, isto é, eles casaram-se por companheirismo religioso e por mútuo acordo não consumaram a sua relação. A verdade disto é discutível; é certo que o casal não teve filhos, e é suposto por alguns autores que mais tarde os hagiógrafos interpretaram erroneamente o facto de isso implicar um casamento branco.
Cunegundes era muito ativa politicamente. Conforme o assessor mais próximo do seu esposo, ela participou nos conselhos imperiais.
Em 1014, Cunegunda foi com o esposo para Roma e tornou-se imperatriz, recebendo, juntamente com Henrique, a coroa imperial das mãos do Papa Bento VIII.
Após a morte de Henrique em 1024, ela tornou-se regente, juntamente com o seu irmão e entregou a insígnia imperial, quando Conrado II foi eleito para suceder.
Em 1025, exactamente um ano após a morte do esposo, Cunegunda retirou-se para Abadia de Kaufungen, um convento beneditino, onde cortou o cabelo, vestiu hábito pobre após ter doado todos os seus bens.
Faleceu em 1033, e foi sepultada na Catedral de Bamberg, perto de seu esposo. Ela foi canonizada pelo Papa Inocêncio III a 29 de março de 1200.